# التفاحة والسهم
التفاحة والسهم قصة من أدب الأطفال، كتبها وصورها ماري وكونراد باف، ونشرتها دار هوغتون ميفلين عام 1951. تعيد هذه القصة رواية أسطورة وليام تيل من وجهة نظر ابنه والتر ذي الإثني عشر عاماً. تعود الأسطورة إلى عام 1291 أثناء فترة الثورة السياسية التي أدت إلى نشوء الكونفدرالية السويسرية القديمة.